# Charles René Magon de Médine
Charles René Magon de Médine (12 de noviembre de 1763, París - 21 de octubre de 1805, Trafalgar) fue un contraalmirante francés muerto en la Batalla de Trafalgar mientras comandaba el navío de línea Algeciras. Su valeroso comportamiento en la batalla de Trafalgar es visto por historiadores de Francia como uno de los pocos oficiales franceses que se salvaron del bochorno y por este motivo su nombre está grabado en el Arco de Triunfo de París.

## Vida

### Antiguo Régimen
Proveniente de una noble familia de Saint Malo, Magon entró en la armada como Guardiamarina en 1777. Su padre, gobernador de las Islas Mascareñas, murió en 1778 legando a su hijo la finca llamada "Médine"en Mauricio, de donde proviene su nombre completo.
Luchó en la Batalla de Ushant en 1178 en el navío de línea Bretagne antes de participar en la campaña del Canal de la Mancha con el barco francés Saint Sprit. Ascendió a guardiamarina de navío en 1780 y sirvió en las Antillas en el barco Solitaire perteneciente al escuadrón comandado por el Conde de Guichen. Magon combatió en tres batallas contra la flota del Barón de Rodney en Dominica.
Posteriormente sirvió en el escuadrón del almirante francés Paul de Grasse luchando en la Batalla de la Bahía de Chesapeake en la de St. Kitts y la Batalla de los Santos. Fue capturado y puesto en libertad a finales de 1782.
En abril de 1783 fue enviado al océano Índico con la fragata Surveillante y pasó allí los siguientes 15 años. El 1 de mayo de 1786 fue ascendido a teniente de navío y en noviembre de ese mismo año fue puesto al mando de la fragata Amphitrite con la que reconquistó el atolón de Diego Garcia en manos de los ingleses.
A su vuelta, sirvió como segundo oficial de la fragata Driade y después en la Pandour, con la que sirvió de nuevo 18 meses por los mares de India y China.

### Revolución Francesa
Como aristócrata que era, Magon fue arrestado en Port Louis pero rápidamente liberado para convertirse en ayuda de campo del conde de Malartic, gobernador de las Islas Mascareñas.
En 1794, al mando de la fragata Prudente y junto a la Cybèle y la Coureur, Magon participó en la victoria francesa sobre los navíos de línea  británicos, HMS Centurion y el  HMS Diomede en el Distrito de Black River.
Ascendido poco después a capitán de navío se convirtió en comandante provisional de las fuerzas navales francesas en el Océano Índico hasta la llegada del contraalmirante Sercey. 
Con la fragata Prudente Magon participó en diversas campañas, unas veces solo y otras con el resto de la flota. Entre varias batallas notables se incluye una en la que seis fragatas francesas acosaron a los navíos de línea ingleses HMS Arrogant y HMS Victorious y a los que se negó a apresar por parecerle excesiva la ventaja de las fragatas. 
En enero de 1798, regresa a Europa como escolta de dos navíos españoles a los que defendió exitosamente de un ataque de fragatas británicas hecho por el que fue recompensado con un notable y magnífica armadura. Una vez en Europa y de vuelta a París se le encomienda la reorganización de la armada lo que lo mantiene en tierra inspeccionando los principales puertos de Francia. En 1801 vuelve al servicio activo, primero al mando del navío de línea Océan y luego en el Mont-Blanc que formaría parte de la fuerza naval que participó en la Expedición de Santo Domingo teniendo como Almirante de flota a Louis-René Levassor de Latouche Tréville quien le daría el  Puesto de cuatro navíos de línea y dos fragatas con el fin de llevar a cabo la toma de Fort-Dauphin lo que hizo tan rápida y exitosamente que el comandante supremo de la expedición, Leclerc, recomendó su inmediato ascenso a contraalmirante haciendo constar en el informe: "Este nombramiento es un deseo unánime de la armada, y no dudo que el gobierno lo confirmará." Como efectivamente hizo en marzo de 1802.     
Magon siempre recordaría a Treville como un gran Capitán y gran maestro, pero también teniendo en cuenta que ya era un hombre totalmente desgastado por las enfermedades tomadas en Haití, también se lamentaba por la derrota de esta campaña. 

### Primer Imperio
El 11 de diciembre de 1803 fue nombrado miembro de la Legión de Honor y ascendido a comandante de la misma en junio de 1804.
En marzo de 1805, Magon comandó una división a Rochefort que incluía los navíos de línea Algeciras y Achille. Se unió a Villeneuve en las Antillas y posteriormente, en el regreso, dirigió la retaguardia durante la Batalla del Cabo Finisterre en julio de 1805.
En octubre de ese año, en la Batalla de Trafalgar (su duodécima batalla con solo 42 años), Magon continuó en el Algeciras como parte del escuadrón ligero al mando del almirante español Gravina el cual fue atacado por la columna de la flota inglesa que dirigía Collingwood. La tripulación del Algeciras estaba a punto de abordar el barco inglés Tonnant cuando el Colossus y el Bellerophon acudieron en su ayuda. Magon fue herido por balas de mosquete dos veces pero se mantuvo en su puesto y lideró la lucha durante cinco horas hasta que finalmente fue herido con un tercer disparo que acabó con su vida justo en el momento en el que su barco era abordado y capturado.